# Angelo Bovio
Angelo Bovio (Pavia, Llombardia, Itàlia, 18 d'abril de 1824 - Varenna, Llombardia, Itàlia, 1909). Va ser un arpista i compositor del Romanticisme italià.
Va ser professor d'arpa al Conservatori de Milà, on va ensenyar amb habilitat i també va compondre, produint molts solos d'arpa i transcripcions, així com alguns duest, obres de conjunt (especialment per a flauta i arpa) i diversos llibres d'estudis d'arpa. El 1914 Ricordi (Milà) va publicar els excel·lents 30 Estudis de Bovio, op. 22 editat pel seu alumne, Luigi Maria Magistretti (1887-1956). Un altre estudiant de Bovio, Luigi Maurizio Tedeschi (1867?-1944), que també va estudiar a París amb Félix Godofreid, va obtenir el seu diploma d'arpa després de llicenciar-se en ciències naturals. Tedeschi va donar concerts a França, Alemanya i Itàlia durant els anys 18 i després va succeir a Bovio al càrrec d'arpa al Conservatori de Milà. Magistretti, que va estudiar amb Tedeschi a més dels estudis amb Bovio, també es va convertir en un exponent tant de l'arpa de pedal com de l'arpa cromàtica.

## Enregistraments
- Nocturne, Op.15,[4]
- Fantasia sopra motivi dell'opera Poliuto di Gaetano Donizetti, Op.9[4]
- 30 Studies, Op. 22.[4]
- 45 Studii per arpa,[4]
- Il trovatore, Op.10 (Basat en Il Trovatore de Giuseppe Verdi)[4]
- La Danza degli Spiriti, divertimento for harp,[5]
- Divertimento, for flute & harp or piano,[5]
- Duetto on themes from Verdi's "Il Corsaro", for harp & flute,[5]